# Hradište (Trenčín)
Hradište (in ungherese Sziklavárhely) è un comune della Slovacchia facente parte del distretto di Partizánske, nella regione di Trenčín.